# Rohit Raju
Rohit Raju, né le 17 août 1980 à Saginaw (Michigan) est un catcheur américain.
En 2020, il remporta le championnat de la X-Division d'Impact Wrestling.

## Biographie

### Impact Wrestling (2017-2022)

#### Desi Hit Squad (2018-2020)
Lors de l'Impact Wrestling du 22 mars, il perd contre Matt Sydal et ne remporte pas le Impact X Division Championship.
Lors de l'Impact Wrestling du 11 février, lui et Mahabali Shera battent Johnny Swinger et Willie Mack.
Lors de l'Impact Wrestling du 14 avril, Il demande à Gama Singh pourquoi ce dernier l'a placé dans un match contre Hernandez plus tard dans la soirée et dit qu'il devrait plutôt se concentrer sur le match à quatre de la X-Division auquel il participera à Rebellion. Gama le gifle et lui dit de ne pas être si égoïste avant de partir. il perd ensuite son match contre Hernandez.
Lors de l'Impact Wrestling du 14 juillet, alors qu'il s'entraîne en coulisse, Moose arrive et lui demande d'être son coéquipier et qu'il est sa dernière possibilité. l'indien exprime son mécontentement d'être le dernier de la liste. Moose l'interrompt et lui demande sa réponse, il dit oui et plus tard dans la soirée, ils perdent contre Crazzy Steve et Tommy Dreamer.

#### Champion de la X-Division et départ (2020-2022)
Lors de l'Impact Wrestling du 4 août, lui et Chris Bey perdent contre Fallah Bahh et TJP.
Lors de Emergence - Night 1, il trahi Chris Bey et bat ce dernier dans un Three Way Match qui incluait également TJP pour remporter le Impact X Division Championship,. Le 24 octobre lors de Bound For Glory 2020 il conserve son titre lors d'un Scramble match face à TJP, Chris Bey, Jordynne Grace, Willie Mack et Trey Miguel.
Le 14 novembre lors de Turning Point 2020, il conserve son titre X Division contre Cousin Jake Le 24 novembre à Impact, il perd contre Suicide (Crazzy Steve) à la suite d'un roll-up après l'avoir démasqué, le suspectant d'être TJP Le 12 décembre lors de Final Resolution, il perd son titre contre Manik.
Le 2 janvier 2022, il annonce son départ de la compagnie.

## Palmarès
- All American Wrestling
  - 2 fois AAW Heritage Champion

- Border City Wrestling
  - 1 fois BCW Can-Am Tag Team Champion avec Raj Singh (actuel)

- Glory Pro Wrestling
  - 1 fois Midwest Territory Champion

- Impact Wrestling
  - 1 fois Impact X Division Champion[14]
  - Global Forged (2017)

- Superkick'D
  - 1 fois Superkick'D King of the 6IX Champion

- Xtreme Intense Championship Wrestling
  - 1 fois XICW Light Heavyweight Champion
  - 2 fois XICW Midwest Heavyweight Champion
  - 1 fois XICW Xtreme Intense Champion
  - 1 fois XICW Tag Team Championship avec TD Thomas

## Récompenses des magazines
- Pro Wrestling Illustrated

| Année | 2014 | 2015 à 2018 | 2019 | 2020 | 2021 | 2022 | 2023       | 2024 |
| ----- | ---- | ----------- | ---- | ---- | ---- | ---- | ---------- | ---- |
| Rang  | 375  | Non classé  | 261  | 405  | 72   | 240  | Non classé | 473  |